# 金山神社 (さいたま市)
金山神社（かなやまじんじゃ）は、埼玉県さいたま市西区の神社。

## 歴史
創建年代は不明である。ただ「金山神社」と称する神社は、一般的に鍛冶職人の神社とされており、実際に当地で発見された平安時代の住居跡から鉄製品や鉄くずが出土していることから、その頃に創建された可能性もある。
「正覚寺」が別当寺であった。正覚寺は天台宗の寺院であったが、明治初期の神仏分離により、廃寺に追い込まれた。
1873年（明治6年）、近代社格制度に基づく「村社」に列せられ、1907年（明治40年）の神社合祀により、周辺の神社が合祀された。

## 交通アクセス
- 路線バス金山神社停留所より徒歩1分。